# Radovan Vaculík
Radovan Vaculík (* 1966) je český herec a dabér.
Jeho hlasem v českém dabingu mluví např. Jackie Chan. Nadaboval také Roberta Downeyho Jr. v roli Tonyho Starka v Iron Manovi, Kellana Lutze ve filmové sérii Stmívání, Stana Marshe v Městečku South Park či Jasona Hughese ve Vraždách v Midsomeru. V počítačové hře Mafia: Definitive Edition nadaboval postavu Vincenza Ricciho.

## Dabingové role
- Nelson Muntz (Simpsonovi)
- Stan Marsh (Městečko South Park, South Park: Peklo na zemi)
- Pinocchio (Shrek, 2. dabing z roku 2004)
- DJ Paul Bulva (Klub sráčů)
- John (Agent v sukni)
- mladík v hostinci (Kameňák)
- Tony Stark (Iron Man, Iron Man 2, Iron Man 3, Avengers)
- Bob Ho (Chůva v akci)
- Discord (Můj malý pony Přátelství je magické l)
- servisák (Úžasňákovi 2)
- Ted (Grinch)
- Skales, Gene, Pythor (S3+), Clancee, Komisař (S12+), Leroy (Ninjago)

## Seriálové role
- Modrý kód (epizody Samé dobré zprávy, Ztráty paměti)
- Rapl (epizody Echt gold, Operace Ofsajd)
- Slunečná (epizoda Kamarádka do deště)
- Krejzovi (epizody Nesmrtelný Čumpelík, Pomsta za studena)
- Ohnivý kuře (epizoda To bude výbuch!)
- Sen o válce (amatérský film)[5]